# 兴伊错
兴伊错是一个位于中国四川省稻城、理塘县的湖泊，面积约为4.5平方千米，平均水深约为1.4—2.2米。